# しまねっとシリーズ
しまねっとシリーズは、NHK松江放送局が島根県向け総合テレビジョンで平日に放送する地域情報番組群である。

## 概要
番組は「しまねっとNEWS610」（18:10 - 19:00）及び「しまねっと845」（20:45 - 21:00）の2本で構成される。2007年3月までは17:30 - 18:00にも番組が放送され、17時台と18時台は新聞発表上は一体形式となっていた。

## しまねっとNEWS610
後述の「情報満開!しまねっとToday」を2009年3月30日から改題しスタートした。その日1日の島根県の動きを記者レポートやストレートニュースなどで詳細に伝える他、県内のケーブルテレビ局や視聴者とのテレビ電話コーナーなどを送る。

### キャスター
- 山口寛明（2015年3月30日 - ）
- 寺本木綿香（2014年3月31日 - ）
- 岩﨑愛（2016年4月 - ）[1]

### 過去のキャスター
- 山田賢治（2005年4月 - 2007年3月31日）
- 佐々木眞生（浜田報道室、 - 2009年8月31日）
- 小林範子（2007年4月 - 2010年3月19日）
- 昼間敬仁（2007年4月 - 2011年3月18日）
- 江口アミ（2009年3月30日 - 2011年3月18日）
- 横山哲也（2009年4月 - 2011年3月25日）
- 山上真実（2010年4月 - 2011年3月25日）
- 池田雅枝（2011年3月28日 - 2011年）[注釈 2]
- 秦まりな（2011年3月28日 - 2013年3月）
- 永井祥子（浜田報道室、2009年8月 - 2013年3月）
- 利根川真也（2011年3月28日 - 2014年3月）
- 佐久川智（2010年4月 - 2014年3月）
- 角谷直也（2014年3月31日 - 2015年3月20日）
- 酒匂飛翔（2014年4月7日 - 2015年3月27日）
- 名古田裕子（浜田報道室、2013年4月 - 2015年3月）
- 前田佳子（2013年4月 - 2016年4月1日）

## 情報満開!しまねっとToday

### キャスター
- 山田賢治（ - 2007年3月）
- 藤原美樹子（2007年度 - 2009年3月27日）
- 小村知子
- 髙田瑞恵（ - 2007年3月）
- 佐々生佳典（ - 2008年3月）

### 代役キャスター
- 横山哲也（2009年1月26日 - 30日）
- 井上裕貴（2009年3月9日 - 13日）
- 岡隆一（2009年3月27日）

いずれも、昼間キャスターの代役として出演。

### 2007年3月までの構成
この番組は2007年3月までは17時台・18時台を一体化したコンプレックス枠の「情報満開!しまネット」として放送され、そのうちの18時台のニュース番組は「情報満開!しまねっとToday」というタイトルであった。以下、2007年3月まで17時台で放送していたときの概要：
- 番組の内容…松江放送局のオープンスタジオ「パラちゃん広場」からの公開生放送で、暮らしの情報、付句道場（予め指定した最初の句に続く言葉を考えてもらう。月1回=最終木曜放送）、また県内各地の注目の人・街を取り上げる「パラちゃん探検隊」など。一部コーナーは「ひるまえ-」でも再構成して放送されていた。2007年3月9日をもって終了（付句道場は真・付句道場として18時台へ移動）。
- キャスター…徳永圭一、水師真理子、佐々生佳典、江谷希世美[注釈 3]、藤原美樹子（2006年度）
  - 江谷・藤原はダブルキャスト。

## しまねっと845
- キャスター…松江局アナウンサーが交替で担当。

## 番組マスコット「パラちゃん」「ボラちゃん」
松江放送局では独自のマスコットキャラクターとして、頭にパラボラアンテナをつけた青く細長い胴体の「パラちゃん」というキャラクターを採用していた。
夕方の「情報満開!しまねっと」（2007年3月まで）では毎回オープニングCGで登場したほか、クイズの優勝者へのプレゼントとしてパラちゃんの顔を刺繍した「パラちゃんハンカチ」が用意された。また番組ではパラちゃんの顔をあしらったヘルメットや自転車「パラちゃん号」を使って地域を訪ねる「パラちゃん探検隊」のコーナーが設けられたり、スタジオにパラちゃんの着ぐるみが登場したこともあった。局1階のサテライトスタジオが「パラちゃん広場」と名づけられたことも、このパラちゃんにちなんだものである。後に女の子版としてピンクの「ボラちゃん」も登場した。
しかし2007年、「ご当地ななみちゃん」の松江局版として「ななみのみこと」が登場。それと交代するように、パラちゃん・ボラちゃんとも姿を消した。